# Retaule de Sant Llorenç

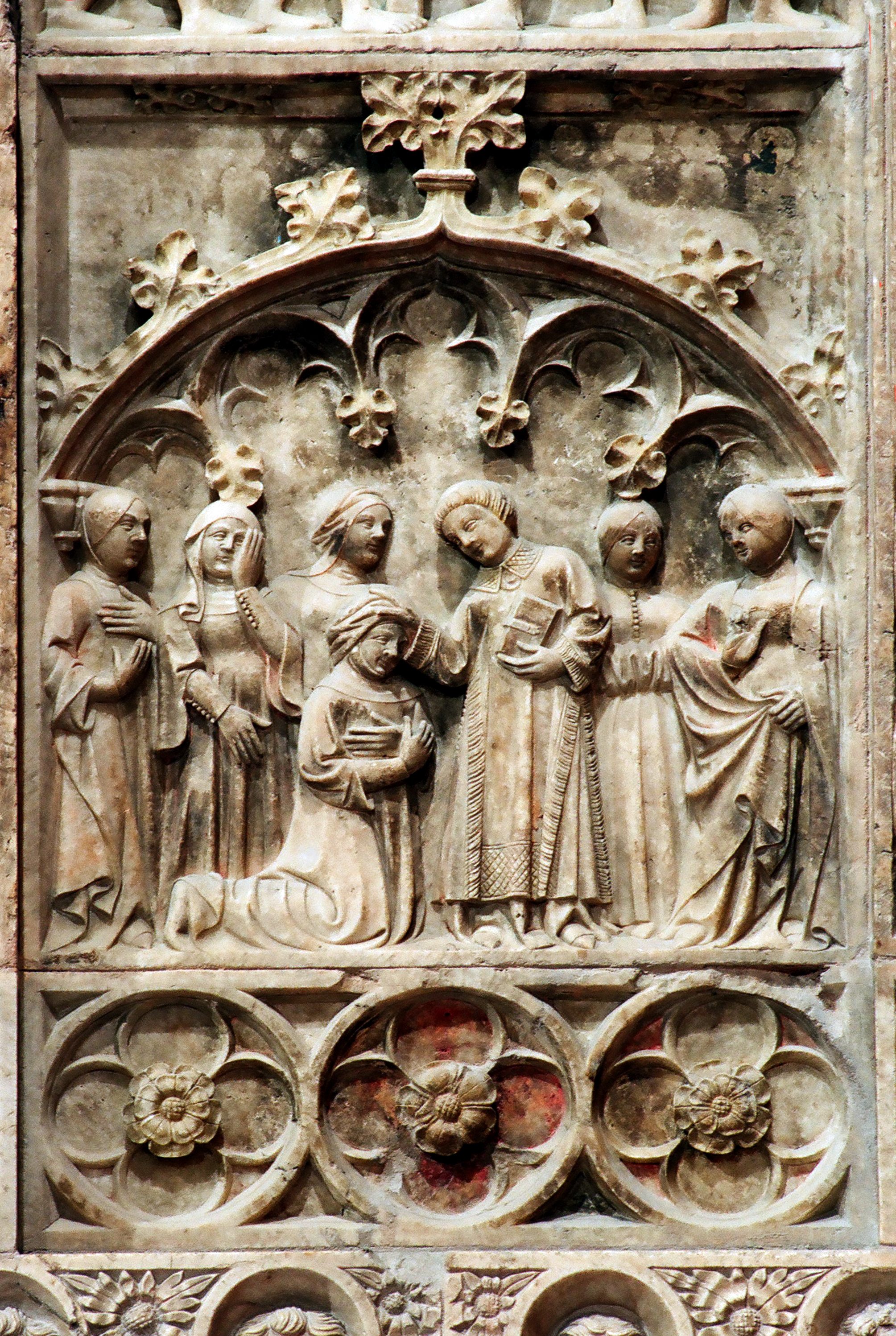
Curació d'una vídua. Fragment del retaule de Sant Llorenç que mostra fragments de policrominia

El retaule de Sant Llorenç és la peça escultòrica més notable de l'església parroquial de Santa Coloma de Queralt. El retaule és obra de Jordi de Déu, un esclau grec deixeble de Jaume Cascalls. El 1362, Pere Ferrer i la seva esposa Elicsendis varen sol·licitar autorització per edificar un altar, petició que els fou concedida. Però no fou fins al 5 de novembre de 1386 que Elicsendis, ja vídua, encarregava la construcció de l'altar i el retaule.
És una obra d'alabastre de 2,10 m d'ample per 2,60 d'alçada. És format per un cos central ocupat per la imatge del sant, situat sota un dosell. A la part inferior hi ha una predel·la amb motius de la Passió i alguns apòstols i un fris amb decoració vegetal. A banda i banda de la imatge, els cossos laterals mostren algunes de les escenes de la vida del sant, que són rematades al nivell superior amb dos compartiments cimals triangulars en els quals hi és representada l'escena de l'Anunciació. Als entrecarrers verticals, imatges de sants i l'emblema heràldic de la família Ferrer (una ferradura). Tots els elements són rematats a la part superior amb pinacles i florons, que li confereixen una línia d'horitzontalitat i simetria. D'altra banda, són evidents les restes de policromia.
La disposició del retaule és la següent: al centre, presideix la imatge de sant Llorenç, vestit amb rics ornaments de diaca. Porta els atributs de la seva vida i martiri: amb la mà dreta sosté el llibre de l'Evangeli, propi de la funció diaconal, i amb l'esquerra, les graelles en les quals, segons la Llegenda àurea de Iacopo da Varazze, va ser rostit a foc lent. La imatge és coberta amb un alt dosell i els peus reposen en una peanya que és a la vegada la part central de la predel·la.
A banda i banda de la imatge central del sant, quatre escenes relatives a la seva vida i martiri: al carrer esquerre, l'escena superior mostra la curació d'uns cecs i la inferior la distribució de béns als pobres. Al carrer de la dreta, l'escena superior fa referència a la flagel·lació de sant Llorenç i la inferior a la curació d'una vídua que patia mals de cap constants. Les figures es troben distribuïdes en dos relleus: els personatges principals de cada escena són esculpits en alt relleu i els secundaris en baix relleu.
Cal remarcar la correcta distribució de l'espai i la naturalitat de les escenes, en les quals els personatges formen grups amb proporció i moviment, tot i que, en alguns casos (flagel·lació del sant) la posició del cos és forçada. Cal observar també que la indumentària dels personatges (començant per la mateixa de sant Llorenç) és contemporània de l'autor (segle XIV). Ens dona així una mostra de les formes de vestir de les diverses classes socials de l'època: burgesos, dones, pobres...
La predel·la és forma poligonal, presidida al centre per la figura de Crist com imago pietatis, és a dir, mostrant les ferides de la Passió. Als costats, les figures de la Verge i Sant Joan. Les dues ales, a partir del centre, es distribueixen en quatre fornícules trilobulades per banda: a la de l'esquerra hi ha, en primer lloc, un àngel amb alguns instruments de la Passió (la creu i tres claus) i els apòstols sant Jaume, sant Bartomeu i sant Pau; a la dreta, també un àngel (amb la llança i els assots) i sant Joan Baptista, sant Andreu i Sant Pere. La predel·la és separada de les escenes de la vida del sant per un fris format per cercles amb quadrifòlies rematades al centre per una flor.
Cadascun dels carrers és coronat per un cimall triangular. Tots dos, però, formen una sola escena: l'Anunciació. A l'esquerra hi ha l'àngel, genoll en terra, amb les ales recollides i desenrotllant el pergamí amb el missatge diví; a la dreta, Maria agenollada i coberta amb una llarga túnica, conserva encara a la mà el llibre d'oracions que, segons la tradició, recitava en presentar-se l'àngel. Al seu davant, un gerro amb lliri, símbol de la puresa, que serà més tard el leit motif de la majoria de representacions de l'Anunciació durant el primer Renaixement.
Finalment, en els entrecarrers i emmarcant les escenes, hi ha vuit figures de sants, que no tenen cap relació directa amb sant Llorenç i que devien respondre a la devoció particular dels qui encarregaren els retaules: sant Pau, sant Bartomeu, sant Jaume, sant Cadascuna és situada sobre l'escut de la família Ferrer.
Esquerra: Carrer exterior
1) A dalt, sant Bernat, fundador del Cister. Porta bàcul d'abat, hàbit cistercenc i el llibre de la Regla.
2) A baix, sant no identificat a causa de la mutilació de la imatge. Porta una vara o bàcul i un llibre i va vestit amb la cogulla. Per correspondència amb la imatge anterior, podria tractar-se de sant Benet.
Carrer interior:
3) A dalt, santa desconeguda. Porta una palma, corona i llibre. Alguns l'han identificada amb santa Agnès, però sense donar-ne més referències.
4) A baix, santa Clara, abadessa. Va vestida amb l'hàbit franciscà. Porta bàcul i llibre.
Dreta: Carrer interior
5) A dalt, santa Llúcia. Du una safata amb els ulls, palma i corona.
6) A baix, santa desconeguda: palma, corona i llibre.
Carrer exterior:
7) A dalt, sant Esteve, primer diaca, o sant Vicenç; porta un llibre i la palma del martiri; vestit de diada com sant Llorenç; cabell també com el sant.
8) A baix, sant Francesc (creu i llibre; hàbit i franciscà; sense barba)